# Philippe Remy-Wilkin
Pour les articles homonymes, voir Rémy (homonymie) et Wilkin.
Philippe Remy-Wilkin, né Philippe-Michel-Emmanuel Remy le 26 février 1961 à Molenbeek-Saint-Jean (région de Bruxelles-Capitale), est un auteur polygraphe (romans, contes, nouvelles, critique culturelle, études/essais, récits authentiques, scénarios).

## Biographie
Philippe-Michel-Emmanuel Remy naît le 26 février 1961 à Molenbeek-Saint-Jean.
Durant son enfance, un parrain désargenté, en guise de cadeaux d’anniversaire ou de saint Nicolas, lui offre de vieux recueils des hebdomadaires Spirou et Tintin. La collection est incomplète, la fin des histoires lui échappe presque toujours, cette frustration déclenche une obsession du récit maîtrisé de A à Z, une envie de raconter soi-même. De 6 à 12 ans, il passera une grande partie de son temps à écrire/dessiner d’interminables sagas de bande dessinée, avant de se tourner vers le roman à 12 ans.
De 18 à 22 ans, il monte à Bruxelles pour des études universitaires linguistico-littéraires et sort de l’Université libre de Bruxelles en 1983 avec une licence en philologie romane (mémoire sur Le thème d’Œdipe à travers la littérature occidentale) et une agrégation de l’enseignement secondaire supérieur.
Il demeure ensuite à Bruxelles, plus précisément à Uccle. Il enseigne un moment mais privilégie rapidement l’écriture, conjuguant une vie d’écrivain en journée et un travail administratif en soirée.
Il est membre de l'Association des écrivains belges de langue française.

### Vie privée
Il est marié à Gisèle Wilkin (licenciée en philologie romane, fille de Paul Wilkin, gynécologue, directeur de laboratoire et professeur d'obstétrique à l'ULB) depuis 1986, ils ont un fils, Julien-Paul, né en 1991, traducteur anglais/néerlandais (ISTI) et philosophe (UCL et KUL).

## Ouvrages
De 1989 à 1993, il écrit des scénarios de bande dessinée, des courts récits, principalement historiques, didactiques. Pour Albin Michel (revue L'Écho des savanes), chez Yéti-Presse (revue Tintin reporter, sous le pseudonyme de Rekin, contraction de Remy-Wilkin), chez Mokka revue, au Lombard (revues Jet puis Hello Bédé, le successeur de Tintin), chez Bayard (revue Grain de soleil).
En 1994, c’est le passage à l’écriture littéraire, avec des études historiques chez Marabout, dans la collection « Histoire et Mystères » dirigée par l’écrivaine Liliane Schraûwen.
En 1996, il se lance dans la fiction, avec un premier roman, qui sera publié en Suisse. Dans la foulée, il écrit quelques poignées de nouvelles, dont plusieurs seront primées, publiées dans des revues françaises (Sol’Air, Regards, Mil’Feuilles... en 1999/2000), il préside durant 3 ans (2000-2002) un concours de nouvelles historiques (dans le cadre de la manifestation littéraire Tournai-la-page). Il s'épanouit ensuite comme polygraphe, alternant contes, nouvelles, romans, études, essais, articles.
Aujourd'hui, il se partage entre trois grandes activités liées à la littérature. La création : 21 livres publiés (et de nombreuses nouvelles, dans la revue Marginales). La médiation : plus de 400 articles et dossiers publiés (Le Carnet et les Instants, Belles Phrases, Que faire ?, Revue générale, etc.). L'édition (au sens anglo-saxon) : il choisit et supervise des tapuscrits chez Edern Éditions, des essais littéraires et des thrillers (les premiers sont sortis en septembre et octobre 2024 : Dans un pays peuplé de loups de Patrick Delperdange, Le Triomphe de la mort d'Ivan O. Godfroid). À côté de tout cela, il a animé des chroniques littéraires en radio durant 5 ans, été membre de divers jurys littéraires (SABAM, AEB, Maison de la Francité, Concours No(s) Futur(s), etc.) ; il est encore membre du comité de rédaction de la revue Marginales et responsable de la page mémorielle dédiée à Jacques De Decker sur le site Liber Amicorum.
En 2010, il quitte les noms de Remy et de Wilkin, qu'il alternait, pour adopter le nom de plume de Philippe Remy-Wilkin. Tout en signant au gré de ses feuilletons Phil RW, Ciné-Phil RW, Edi-Phil RW, etc.
Fin 2018, il décroche deux prix littéraires coup sur coup : le Prix Gilles Nélod/AEB du meilleur conte/récit (pour Matriochka) et l'Award SABAM Littérature (pour Lumières dans les Ténèbres et l'ensemble de sa carrière).

### Sous le nom de Philippe Remy-Wilkin
- Le Livre de Mahomet, conte illustré (par Nikolas List), Bruxelles, Maelström, 2010.
- Christophe Colomb, le Découvreur et la Découverte : mythes et réalités[9], étude historique, Bruxelles, Samsa, 2015.
- Lumière dans les Ténèbres[10], roman, Bruxelles, Samsa, 2017.
- Matriochka[7], conte fantastique, Bruxelles, Samsa, 2019.
- Vertige ![11], micro-roman, Bruxelles, Maelström, coll. « Bruxelles se conte », 2019.
- Encres littorales, maxi-nouvelle, Bruxelles, Lamiroy, coll. « Opuscule », 2021.
- Les Sœurs noires[12], roman policier, Neufchâteau, Éditions Weyrich, coll. « Plumes du Coq », 2022.
- La Dame en blanc, maxi-nouvelle, Bruxelles, Lamiroy, coll. « Crépuscule », 2022.
- Onze Bruxelles[13],[14], roman, Bruxelles, Samsa, 2023  (ISBN 978-2-87593-450-5).
- L'Œuvre de Caïn, roman, Bruxelles, Samsa, 2024. Réédition toilettée du livre paru chez Le Cri, à Bruxelles, en 2012[15].
- Vincent Engel, ou L'absence révoltée[16], essai en duo avec Jean-Pierre Legrand, Bruxelles, Samsa, coll. « Que Faire ? », no 99, 2024  (ISBN 978-2-87593-563-2).
- Belgiques, Être ou ne pas être... récit, recueil de nouvelles, Hévillers, Ker, 2024  (ISBN 978-2-87586-478-9).

### Sous le nom de Philippe Remy
- Le Jour du dernier pape, roman, Genève, Melchior, 1999.
- Le Crime et la Mer à travers le temps, récits authentiques, Genève, Scènes de crimes, 2006.
- La Chambre close, roman, Paris, Phébus, 2006.
- L'Épopée de Gilgamesh, conte illustré (par Nikolas List), Bruxelles, Maelström, 2007.

### Sous le nom de Philip Wilkin
- Cagliostro, étude historique, Alleur, Marabout, 1995.
- Le Comte de Saint-Germain, étude historique, Alleur, Marabout, 1996.
- Cagliostro, ciarlatano o superuomo ?, étude historique, Milan, Armenia, 2000.
- Escrocs et Voleurs à travers le temps, récits authentiques, Genève, Scènes de crimes, 2007.
- La Belgique à feu et à sang !, récits authentiques, Genève, Scènes de crimes, 2007.

#### Livres
: document utilisé comme source pour la rédaction de cet article.
- Jacques Fiérain, « Remy, Philippe », dans La BD à Bruxelles et en Brabant, Charleroi, Éd. l'Âge d'or, avril 2003, 144 p., ill. ; 31 cm (ISBN 9782960119664 et 2960119665, OCLC 470388171, présentation en ligne), p. 118. .

#### Périodiques
- « Rekin », Jet, Bruxelles, Le Lombard, no 5,‎ mai 1990, p. 4 (ISBN 2-8036-0817-0, ISSN 1146-2728).

### Émissions de télévision
- «Matriochka», le conte fantastique de Philippe Remy-Wilkin sur Notélé, (2 min 55 s), 15 février 2019.

### Émissions de radio
- "Les Acteurs de Bruxelles" : l’écrivain Philippe-Rémy Wilkin parle littérature sur BX1, présentation : Soraya Amrani (50 min 38 s), 1er décembre 2020.

### Vidéographie
- [vidéo] « Philippe Remy-Wilkin présenté par Sylvie Godefroid », sur YouTube, 21 septembre 2023
- [vidéo] « Tournai la Page 2024 : Philippe Remy Wilkin », sur YouTube, 21 janvier 2024